# Danutė Stanelienė
Danuté Yurgevna Staneliené (en lituano: Danutė Stanelienė, en ruso: Дану́те Ю́ргио Станелие́не; 20 de abril de 1922 - 8 de agosto de 1994) fue una militar soviética, servidora de ametralladoras del 167.º Regimiento de Fusileros de la 16.ª División Lituana de Fusileros durante la Segunda Guerra Mundial. El 24 de marzo de 1945, se convirtió en la primera mujer en recibir la Orden de la Gloria de 1.er grado.

## Biografía

### Infancia y juventud
Danuté Staneliené nació el 20 de abril de 1922 en el seno de una familia de campesinos lituanos en la villa de Peluzmurghay. Al comienzo de la guerra fue evacuada al Óblast de Yaroslavl, donde trabajó en una granja colectiva luego de haber completado solo cuatro años de educación secundaria. Tras trabajar en Yaroslavl durante aproximadamente un año, se alistó en el Ejército Rojo. En 1944 se afilió al Partido Comunista.

### Segunda Guerra Mundial
Tras alistarse de forma voluntaria en el Ejército Rojo en 1942, comenzó a trabajar en una unidad médica antes de ser transferida para trabajar como cocinera. Mientras trabajaba en la cocina, conoció a la servidora de ametralladoras Lena Sergeyeva, quien le enseñó cómo disparar un arma de fuego, además de contarle la historia sobre las ametralladoras que habían participado en la guerra civil rusa. Cuando Sergeyeva fue muerta en combate, Staneliene pidió a su comandante que le dejase usar la ametralladora. El comandante accedió a su petición y, tras completar los cursos correspondientes en el mes de diciembre, fue asignada al 167.º Regimiento de Fusileros de la 16.ª División Lituana de Fusileros en el 4.º Ejército de Choque integrado en el Primer Frente Baltico.
Staneliene tuvo su primera experiencia de combate en la batalla de Kursk en la villa de Panskaya, donde se ganó el respeto de sus colegas por sus técnicas y perseverancia. En el campo de batalla nunca abría fuego contra el enemigo sino que esperaría a que este estuviera lo suficientemente cerca antes de disparar. En un combate el 16 de julio de 1943 perdió tres de sus dedos por el impacto de un trozo de metralla procedente de fuego enemigo. Pese a ello, siguió disparando al enemigo y se mantuvo en su puesto hasta que otro soldado tomó el relevo. Mientras se recuperaba de sus heridas en el hospital, le fue concedida la Medalla al Valor.
Al recibir el alta médica, volvió a su regimiento y luchó en una batalla para hacerse con el control de la estación de tren en la villa de Rodnye. Luego de que el Ejército Rojo llevara adelante una redada en la estación, el Eje contraatacó con una cortina de fuego, incluyendo bombardeos aéreos y artillería pesada. Tomó el relevo a su comandante cuando este fue herido al punto de que no podía continuar con los ataques. Staneliené tomó su ametralladora y abrió fuego contra las tropas del Eje. Luego eligió sitios de reabastecimiento cuando su séquito se encontraba prácticamente rodeado de fuerzas enemigas. Staneliene continuó luchando y se mantuvo en su posición para repeler posibles contraataques mientras aguardaba a que llegaran refuerzos. Por sus tácticas de combate le fue concedida la Orden de la Gloria de 3.er grado el 3 de enero de 1944.
Recibió su segunda Orden de la Gloria el 26 de agosto de 1944, por sus acciones en las inmediaciones de Pólatsk a comienzos de julio, cuando había fijado su posición en la línea de fuego para repeler trece contraataques, esperando a que las tropas enemigas se acercaran lo suficiente para poder dispararles con precisión.
Staneliene fue nombrada caballero de la Orden de la Gloria el 24 de marzo de 1945 por sus ofensivas en el frente báltico, convirtiéndose así en la primera mujer en recibir dicho reconocimiento. Mientras se adentraba en el bosque, un francotirador del Eje le disparó y falló, pero Staneliene rastreó su posición y le disparó provocándole la muerte. Más tarde, su unidad abrió fuego contra varias tropas enemigas en la carretera de Klaipėda-Tilsit y capturó a los supervivientes. En el curso de este avance, mató a tres servidores de ametralladoras a finales de 1944.

### Posguerra
Tras el fin de la guerra, fue desmovilizada del Ejército Rojo con el rango de Starshiná (sargento mayor), trabajó como asistente en el Consejo de Ministros de la República Socialista Soviética de Lituania, y posteriormente en el Presídium del Sóviet Supremo, antes de hacerse cargo del departamento de recursos humanos en una fábrica de productos plásticos. Participó en el desfile de la victoria de 1970 en Moscú al frente de la multitud junto a otros condecorados con la Orden de la Gloria de 1.er grado. Falleció el 8 de agosto de 1994 a los 72 años en Vilna y fue enterrada en Vilnius en el cementerio de Saltoniskes.

## Condecoraciones
|  | Orden de la Gloria (1.er grado - 24 de marzo de 1945, 2.do grado - 26 de agosto de 1944, 3.er grado - 3 de enero de 1944) |
|  | Orden de la Revolución de Octubre (20 de abril de 1971)                                                                   |
|  | Orden de la Guerra Patria de 1.er grado (11 de marzo de 1985)                                                             |
|  | Medalla al Valor (18 de julio de 1943)                                                                                    |
|  | Orden de la Bandera Roja del Trabajo (20 de julio de 1950)                                                                |
|  | Medalla de los Trabajadores Distinguidos (1 de octubre de 1965)                                                           |
|  | Medalla al Trabajador Veterano                                                                                            |
|  | Medalla Conmemorativa por el Centenario del Natalicio de Lenin «Al valor militar»                                         |
|  | Medalla por la Victoria sobre Alemania en la Gran Guerra Patria 1941-1945 (1945)                                          |